# IPhone X
L'iPhone X (numero romano "X" pronunciato "dieci") è lo smartphone con il quale Apple celebra il decimo anniversario dal rilascio del primo iPhone 2G. Viene presentato il 12 settembre 2017 in occasione dell'annuale evento Apple, celebrato per la prima volta allo Steve Jobs Theater, insieme con iPhone 8 e iPhone 8 Plus, Apple Watch Series 3 e Apple TV 4K.
Questo smartphone rappresenta per Apple il top di gamma del 2017. Viene venduto dal 3 novembre 2017. Dopo neanche un anno dalla sua vendita, viene ritirato il 12 settembre 2018, sostituito dai nuovi iPhone XS, iPhone XS Max e iPhone XR.

## Caratteristiche tecniche
Il dispositivo è fornito della versione del sistema operativo iOS 11 e implementa, fra le tante novità, il Face ID, un sistema che attraverso la fotocamera True Depth consente il riconoscimento facciale in 3D tramite una mappatura composta da oltre 30.000 punti invisibili che vengono proiettati sul viso dell'utilizzatore. Il tutto è reso possibile da un motore neurale di cui è dotato il nuovo chip A11 Bionic. Come per il Touch ID, i dati non saranno condivisi con Apple né memorizzati su iCloud o condivisi con le App; resteranno archiviati nel dispositivo dell'acquirente e criptati nel nuovo chip A11 Bionic. La mappatura viene trasformata in una rappresentazione matematica, criptata, grazie all'architettura di sicurezza Secure Enclave.
Apple sostiene che il Face ID abbia una possibilità di disallineamento pari a 1:1.000.000, a differenza del Touch ID, per il quale è di 1:50.000. A confermare questa tesi è l'azienda russa per la sicurezza informatica Kaspersky.
Lo smartphone è caratterizzato da un design nettamente rinnovato nella parte anteriore, che vede l'implementazione di uno schermo con tecnologia OLED  da 5,8 pollici, che percorre l'intera superficie frontale del dispositivo, lasciando spazio unicamente a una piccola zona multifunzionale che vedrà implementati numerosi nuovi sensori.
Tra le principali nuove caratteristiche vi è inoltre una doppia fotocamera posteriore da 12 megapixel con depth sensing.
iPhone X è dotato di certificazione IP67.
Con la presentazione dei successivi iPhone XS, iPhone XS Max ed iPhone XR il 12 settembre 2018, l'iPhone X è stato ufficialmente ritirato dal listino.

## Software
L'iPhone X è stato rilasciato con l'undicesima versione del sistema operativo di Apple, iOS 11. Quest'ultimo presenta un design rinnovato e molteplici nuove funzioni.
L'assenza del tasto Home ha richiesto una personalizzazione del software volta a implementare numerose nuove gesture finalizzate a garantire facilità d'utilizzo.
Tuttora iPhone X supporta iOS 16, ma non supporta iOS 17 (come iPhone 8 e 8 Plus).

## Hardware
| Colorazioni | Colorazioni     | Colorazioni |
| Nome        | Nome            | Fronte      |
| ----------- | --------------- | ----------- |
|             | Argento         | Nero        |
|             | Grigio siderale | Nero        |

### Schermo
iPhone X è dotato di uno schermo OLED borderless da 5,8 pollici di diagonale, che occupa quasi tutta la superficie frontale del dispositivo. Il display è dotato di 3D Touch, True Tone technology e numerose altre tecnologie. Questo display rientra nei nuovi Super Retina Display di Apple e garantisce una resa di colori e una definizione superiori a quelle di tutte le precedenti implementate da Apple, con una definizione di 2436×1125 pixel e 458 ppi.

### Processore
iPhone X ha una CPU Apple A11 Bionic esacore, implementata da Apple su tutti i nuovi iPhone usciti nel 2017, che garantisce una velocità superiore del 25% rispetto ad A10 Fusion. Il processore grafico è un tri-core a 10 nm.

### Face ID
iPhone X implementa per la prima volta sui dispositivi Apple Face ID, una tecnologia di riconoscimento facciale funzionante tramite la proiezione di oltre 30.000 punti virtuali, successivamente scansionati da una telecamera a infrarossi e analizzati dal processore A11 Bionic. Face ID sfrutta la tecnologia della fotocamera True Depth che è in grado di riconoscere la profondità di campo, impedendo così di deviare il sistema con immagini o fotografie bidimensionali. Il sistema è in grado di riconoscere il volto in ogni condizione di luce ed è in grado di accettare cambiamenti della persona nel tempo. Tale sistema di riconoscimento ha un margine di errore di 1 su un milione, contro il Touch ID che ne aveva 1 su 50.000. Questo sistema sostituisce quindi il Touch ID su iPhone X, il quale per la prima volta, abbandona il celebre tasto Home.
Tuttavia il sistema non riesce a tutelare il proprietario qualora esso abbia uno o più fratelli omozigoti, ma è stato ingannato anche da figli e maschere rigide realizzate in stampa 3D con elementi decorativi in silicone quali il naso e foto 2D per gli occhi e bocca, mentre le maschere siliconiche non sono riuscite nell'intento d'ingannare il sistema.
È stato documentato che un estraneo è riuscito a sbloccare il dispositivo, come successo in Asia, ma finora si è trattata di un'eventualità unica.

### Fotocamere

#### Posteriore
iPhone X implementa una doppia fotocamera da 12 megapixel, con un'apertura focale di ƒ/1.8, autofocus, doppia stabilizzazione ottica e digitale dell'immagine e diverse nuove tecnologie. Può girare video in 4K a 30 o 60 fps, video in Full HD fino a 60 fps e video slow-motion in Full HD fino a 240 fps. Ha uno zoom che arriva fino al 10x e un flash quad-LED con tecnologia True Tone.

#### Frontale
iPhone X ha una fotocamera frontale da 7 megapixel con apertura focale di ƒ/2.2, True Depth camera, Retina flash, stabilizzazione ottica, HDR e numerose nuove tecnologie.
Può registrare video a 1080p e implementa le Animoji (emoji animate che imitano le espressioni facciali dell'utilizzatore).

### Ricarica wireless
iPhone X si avvale della ricarica wireless, infatti il retro del terminale è in vetro per permettere la ricarica senza fili. L'iPhone va appoggiato su una base Qi compatibile che ricaricherà la batteria agli ioni di litio dell'iPhone.

### Capacità e RAM
iPhone X viene reso disponibile nelle capacità di 64 e 256 GB.
Il processore A11 Bionic ha una memoria RAM LPDDR4 da 3 GB.

## Contenuto nella confezione

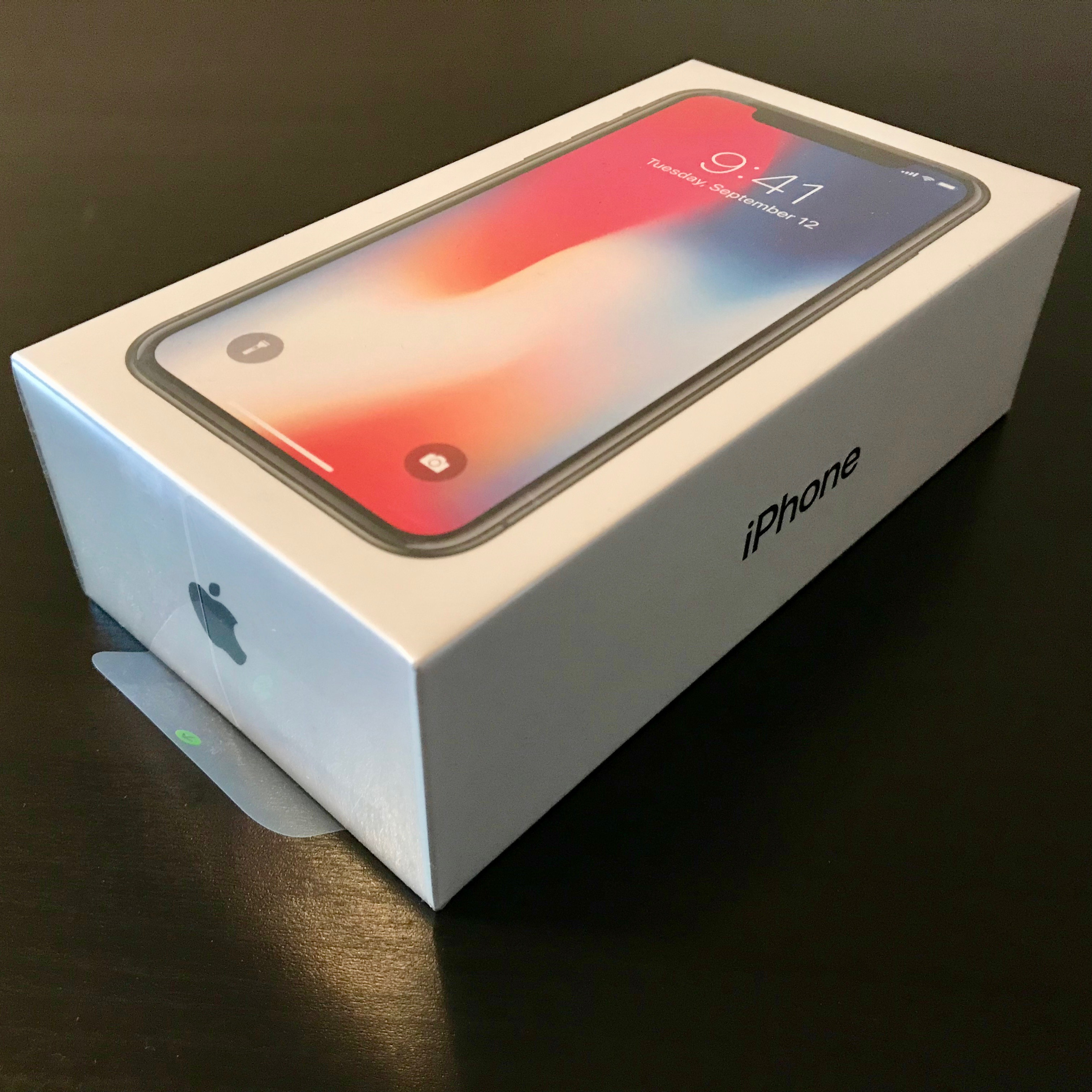
La confezione dell'IPhone X

All'interno della confezione dell'iPhone X sono presenti:
- iPhone X
- Auricolari EarPods con connettore Lightning
- Cavo USB a Lightning
- Adattatore da Lightning a Jack cuffie 3,5 mm
- Caricatore da parete da 5 W
- Documentazione varia

## Design
iPhone X ha un design inedito per quanto riguarda i dispositivi mobili Apple: ha uno schermo borderless (senza bordi) che occupa quasi tutta la superficie frontale, con l'eccezione del notch, una piccola rientranza superiore che ospita altoparlante, fotocamera e i nuovi sensori; la parte posteriore è in vetro, in modo da garantire il funzionamento della ricarica senza cavi; la scocca è in acciaio inossidabile particolarmente resistente e luminoso, trattato in modo da garantirne maggior resistenza agli urti; infine, è assente il tasto Home, che contraddistingue da sempre gli smartphone dell'azienda.
Il tasto di accensione presente sul lato destro viene allungato rispetto ai precedenti modelli per renderlo più accessibile, a favore delle nuove funzionalità software, come Siri e Apple Pay, a lui dedicate a causa della mancanza del tasto Home.
Come nei precedenti iPhone 8 e iPhone 8 Plus, non è presente il connettore Jack da 3,5 mm; gli auricolari EarPods incluse nella confezione presentano, infatti, un connettore Lightning.